# 布魯克菲爾德動物園
布鲁克菲尔德动物园（Brookfield Zoo），也叫芝加哥动物园（Chicago Zoological Park），是位于美国伊利诺伊州芝加哥郊区布魯克菲爾德的一座动物园，面积216英畝（87公頃），有约450种动物。

## 历史
它建立于1934年，园中使用壕沟而非笼子来区隔动物。它是美国第一个展出大熊猫（蘇琳，1937年被园方买下）的动物园，其遗体现藏于菲爾德自然史博物館。1960年，它又开创了美国最早的室内海豚展，1980年代设立室内热带雨林展。

## 外部連接
- 官方网站